# کنگره (فیلم ۲۰۱۳)
کنگره (انگلیسی: The Congress) فیلمی در ژانر درام و علمی–تخیلی به کارگردانی آری فولمن است که در سال ۲۰۱۳ منتشر شد. از بازیگران آن می‌توان به رابین رایت اشاره کرد.